# Сонячне затемнення 1 червня 2011 року
Сонячне затемнення 1 червня 2011 року — часткове сонячне затемнення, яке буде найкраще видно в районі Арктики, у північно-східних областях Росії, в районі Аляски (США) та північно-східних областях Канади. Максимальна фаза даного затемнення становить 0,60.
Це затемнення є другим з чотирьох часткових сонячних затемнень, що відбудуться у 2011 р. До цієї групи належать також сонячні затемнення 4 січня, 1 липня та 25 листопада 2011 р.

## Зображення
Анімація шляху перебігу затемнення

## Інші сонячні затемнення з цієї серії

### Сонячні затемнення 2011—2014
Дана серія сонячних затемнень повторюється приблизно через кожні 177 діб та 4 години .
Примітка: Часткові сонячні затемнення 4 січня 2011 та 1 липня 2011 відбулися протягом попередньої серії затемнень.  
| Вузол, що заходить | Вузол, що заходить                        |       | Вузол, що сходить                          | Вузол, що сходить |
| Сарос              | Карта                                     | Сарос | Карта                                      |                   |
| 118                | 1 червня 2011 Часткове (північна півкуля) | 123   | 25 листопада 2011 Часткове                 |                   |
| 128                | 20 травня 2012 Кільцеподібне              | 133   | 13 листопада 2012 Повне                    |                   |
| 138                | 10 травня 2013 Кільцеподібне              | 143   | 3 листопада 2013 Гібридне                  |                   |
| 148                | 29 квітня 2014 Кільцеподібне              | 153   | 23 жовтня 2014 Часткове (північна півкуля) |                   |

### Метонів цикл
Метонів цикл сонячних затемнень повторюється кожні 19 років (6939.69 діб) й триває протягом біля 5-ти циклів. Затемнення відбуваються приблизно одного і того ж календарного дня. 

Дана серія містить 21 сонячне затемнення починаючи з 1 червня 2011 р. й закінчуючи 1 червня 2087 р.
| 31 травня — 1 червня | 20 березня      | 5—6 січня    | 24—25 жовтня   | 12—13 серпня   |
| 118                  | 119             | 121          | 123            | 125            |
| -------------------- | --------------- | ------------ | -------------- | -------------- |
| 1 червня 2011        | 20 березня 2015 | 6 січня 2019 | 25 жовтня 2022 | 12 серпня 2026 |
| 128                  | 129             | 131          | 133            | 135            |
| 1 червня 2030        | 20 березня 2034 | 5 січня 2038 | 25 жовтня 2041 | 12 серпня 2045 |
| 138                  | 139             | 141          | 143            | 145            |
| 31 травня 2049       | 20 березня 2053 | 5 січня 2057 | 24 жовтня 2060 | 12 серпня 2064 |
| 148                  | 149             | 151          | 153            | 155            |
| 31 травня 2068       | 19 березня 2072 | 6 січня 2076 | 24 жовтня 2079 | 13 серпня 2083 |
| 157                  |                 |              |                |                |
| 1 червня 2087        |                 |              |                |                |